# Edmar Japiassú Maia
Edmar Japiassú Maia, meglio noto come Edmar (31 gennaio 1941), è un ex calciatore brasiliano, di ruolo portiere.